# Кейп-Картерет (Північна Кароліна)
Кейп-Картерет (англ. Cape Carteret) — місто (англ. town) в США, в окрузі Картерет штату Північна Кароліна. Населення — 2224 особи (2020).

## Географія
Кейп-Картерет розташований за координатами 34°41′41″ пн. ш. 77°3′32″ зх. д. / 34.69472° пн. ш. 77.05889° зх. д. (34.694853, -77.058756).  За даними Бюро перепису населення США в 2010 році місто мало площу 6,93 км², з яких 6,44 км² — суходіл та 0,49 км² — водойми.

## Демографія
Згідно з переписом 2010 року, у місті мешкало 1917 осіб у 803 домогосподарствах у складі 596 родин. Густота населення становила 277 осіб/км².  Було 1027 помешкань (148/км²).
Расовий склад населення:
| - 95,3 % — білих - 1,8 % — азіатів - 1,1 % — чорних або афроамериканців - 0,6 % — корінних американців - 0,1 % — вихідців з тихоокеанських островів |

До двох чи більше рас належало 0,9 %. Частка іспаномовних становила 1,6 % від усіх жителів.
За віковим діапазоном населення розподілялося таким чином: 20,0 % — особи молодші 18 років, 56,1 % — особи у віці 18—64 років, 23,9 % — особи у віці 65 років та старші. Медіана віку мешканця становила 48,8 року. На 100 осіб жіночої статі у місті припадало 96,6 чоловіків;  на 100 жінок у віці від 18 років та старших — 93,2 чоловіків також старших 18 років.
Середній дохід на одне домашнє господарство  становив 80 758 доларів США (медіана — 70 139), а середній дохід на одну сім'ю — 90 057 доларів (медіана — 81 213). За межею бідності перебувало 6,8 % осіб, у тому числі 7,1 % дітей у віці до 18 років та 3,5 % осіб у віці 65 років та старших.
Цивільне працевлаштоване населення становило 754 особи. Основні галузі зайнятості: освіта, охорона здоров'я та соціальна допомога — 22,7 %, роздрібна торгівля — 14,6 %, публічна адміністрація — 11,1 %, фінанси, страхування та нерухомість — 11,0 %.